# Adorável Psicose
Adorável Psicose é uma série de televisão brasileira de comédia exibida pelo canal Multishow, criada, escrita e estrelada por Natalia Klein. A série tem como base as experiências vividas por Natalia, retratadas em seu blog homônimo. O programa foi exibido sempre às quintas, às 22h. A primeira temporada estreou no dia 17 de outubro de 2010 e contou com cinco episódios. A segunda temporada começou a ser exibida no dia 12 de maio de 2011 e teve 16 episódios. A terceira temporada começou a ser exibida no dia 19 de abril de 2012 e contou com mais 13 episódios inéditos. A quarta temporada começou a ser exibida no dia 3 de abril de 2013. A quinta e última temporada estreou no dia 9 de outubro de 2013.

## Sinopse
Natalia é uma jovem que acha dilemas nos mínimos aspectos da sua vida. Qualquer que seja a situação do dia, sua reação não é normal. Por isso, ela decide procurar tratamento com uma psicanalista, a Dra. Frida. As consultas servem para que a personagem revele seus problemas pessoais e sociais. A proposta da série é parecida com a série As Confissões de Penélope, estrelada por Eva Wilma em 1969. Nessa atual versão, Natália é solteira, tendo ao seu lado dois melhores amigos que tentam ajudá-la. No elenco também estão Juliana Guimarães, Carol Portes e Raoni Seixas.

## Elenco
| Ator                 | Personagem      | Temporada |
| -------------------- | --------------- | --------- |
| Natalia Klein        | Natalia         | 1–5       |
| Juliana Guimarães    | Dra. Frida      | 1–5       |
| Lucas Oradovschi     | Cara de Bigode  | 1–5       |
| Carlos Alberto Seidl | Narrador        | 1–5       |
| Carol Portes         | Carol           | 1–3       |
| Raoni Seixas         | Diogo           | 1–3       |
| Regiana Antonini     | Beth            | 2–5       |
| Eduardo Katz         | Zingo Schneider | 2–5       |
| Carol Ferman         | Hannah          | 2–5       |
| Gerson Lobo          | Gilvanchir      | 1–5       |
| André Locatelli      | Andy            | 2–5       |
| Rafael Infante       | Cara Novo       | 3–5       |
| Franco Kuster        | Teo             | 4–5       |

## Personagens
- Natalia (Natalia Klein) - É uma jovem que vive de dilemas. Em todos os momentos ela encontra um, até onde não há motivos para isso. Ao constatar que esse fato não é normal, ela começa um tratamento em uma psicanalista, Dra. Frida.
- Dra.Frida (Juliana Guimarães) - É uma das pessoas mais presentes na vida de Natália. A psicanalista escuta todas as psicoses da moça e tenta sempre ajudar no que pode. Natália sempre entra em conflito com a doutora, que, na maioria das vezes, mostra ser também uma 'pessoa normal'.
- Cara de Bigode (Lucas Oradovschi) - Arquiinimigo de Natália, sempre aparece nos lugares mais inusitados, em diferentes profissões. Mantém uma relação de amor e ódio com a moça.
- Carol (Carol Portes) - A melhor amiga de Natália tenta a todo tempo desencanar a moça. É sempre Carol que chega com algum candidato para desencalhar a amiga também.
- Diogo (Raoni Seixas) - É o melhor amigo de Natália. Gay, ele também está sempre para ajudar a moça, mas não entende para quê tanta psicose. Acha que é coisa de mulher mesmo.
- Cara Novo (Rafael Infante) - Nunca foi revelado o nome ao público, apenas conhecido como Cara Novo. É bar-man e atrai a atenção de Natalia e dos seus amigos, que veem ele como um troféu. Natalia sai com o rapaz algumas vezes, embora não aguente seu ego.
- Hannah (Carol Ferman) - Prima Rica e melhor do que Natalia
- Gilvanchir (Gerson Lobo) - Porteiro da Dra. Frida
- Beth (Regiana Antonini) - "Chefa" da Natalia
- Teo e Andy (Franco Kuster e André Locatelli) - Amigos gayzorcistas da Natalia cujo passatempo preferido é destruir a autoestima das pessoas.

## Episódios

### 1ª temporada
- Episódio 1 - Mó Astral (17 de outubro de 2010)
- Episódio 2 - Cinema Sozinha (24 de outubro de 2010)
- Episódio 3 - Moby Dick (31 de outubro de 2010)
- Episódio 4 - A Napolitana (7 de novembro de 2010)
- Episódio 5 - Minha Mãe Psicótica (14 de novembro de 2010)

### 2ª temporada
- Episódio 1 - A Ninja (12 de maio de 2011)
- Episódio 2  - A Corrida (19 de maio de 2011)
- Episódio 3  - Os Cinco Estágios (26 de maio de 2011)
- Episódio 4  - O Gayzorcismo (2 de junho de 2011)
- Episódio 5  - A Depiladora Alemã (9 de junho de 2011)
- Episódio 6  - A Síndrome De Mestre Dos Magos (16 de junho de 2011)
- Episódio 7  - A Bunda (23 de junho de 2011)
- Episódio 8  - O Teste De QI (30 de junho de 2011)
- Episódio 9  - O Kikito (7 de julho de 2011)
- Episódio 10  - O Universo Paralelo (14 de julho de 2011)
- Episódio 11  - O Complexo de Édipo (21 de julho de 2011)
- Episódio 12  - O Dr. Feldman (28 de julho de 2011)
- Episódio 13  - O Namorado (4 de agosto de 2011)
- Episódio 14  - O Zingo (11 de agosto de 2011)
- Episódio 15  - A Vaga (18 de agosto de 2011)
- Episódio 16  - A Sitcom (25 de agosto de 2011)

### 3ª temporada
- Episódio 1 - O Cara Pálida (19 de abril de 2012)
- Episódio 2 - Os Psicóticos (26 de abril de 2012)
- Episódio 3 - O Chef Nu (3 de maio de 2012)
- Episódio 4 - O Bilionário (10 de maio de 2012)
- Episódio 5 - Os Bigodes (17 de maio de 2012)
- Episódio 6 - O Cara Cilada (24 de maio de 2012)
- Episódio 7 - O Festival (31 de maio de 2012)
- Episódio 8 - Mr. Lover Lover (7 de junho de 2012)
- Episódio 9 - Os Sapatos De Rubi (14 de junho de 2012)
- Episódio 10 - O Defenestrador (21 de junho de 2012)
- Episódio 11 - A Aninha Triste (28 de junho de 2012)
- Episódio 12 - O Misterioso Caso - Parte 1 (5 de julho de 2012)
- Episódio 13 - O Misterioso Caso - Parte 2 (12 de julho de 2012)

### 4ª temporada
- Episódio 1 - El Casamiento Paraguayo (3 de abril de 2013)
- Episódio 2 - La Muerta Mucho Loca (10 de abril de 2013)
- Episódio 3 - El Tango de la Muerte (17 de abril de 2013)
- Episódio 4 - Las Histórias Del Bigodón (24 de abril de 2013)
- Episódio 5 - A Nova Natalia (1 de maio de 2013)
- Episódio 6 - A Alma Gêmea (8 de maio de 2013)
- Episódio 7 - A Família Bigode (15 de maio de 2013)
- Episódio 8 - O Presente (22 de maio de 2013)
- Episódio 9 - O Frozen Gigante (29 de maio de 2013)
- Episódio 10 - O Baile do Reencontro (5 de junho de 2013)
- Episódio 11 - A Maldição (12 de junho de 2013)
- Episódio 12 - O Casamento de Hannah (19 de junho de 2013)
- Episódio 13 - O Casamento de Hannah (Parte 02) (26 de junho de 2013)

### 5ª temporada
- Episódio 1 - A Volta dos que não foram (9 de outubro de 2013)
- Episódio 2 - A Festa A Fantasia (16 de outubro de 2013)
- Episódio 3 - A Gordonaria (23 de outubro de 2013)
- Episódio 4 - A Hannah Pobre (30 de outubro de 2013)
- Episódio 5 - A Vida dos Outros (6 de novembro de 2013)
- Episódio 6 - A Truta Sentimental (13 de novembro de 2013)
- Episódio 7 - Os Eletrochoques (20 de novembro de 2013)
- Episódio 8 - A Ética do Flerte (27 de novembro de 2013)
- Episódio 9 - E Todos Morrem (4 de dezembro de 2013)
- Episódio 10 - O Dr. Bolsinhas (11 de dezembro de 2013)
- Episódio 11 - O Natal Psicótico (18 de dezembro de 2013)
- Episódio 12 - A Prisão Domiciliar (1 de janeiro de 2014)
- Episódio 13 - O Milk Shakespeare (8 de janeiro de 2014)